# Zimmerwald
Zimmerwald é uma localidade da Suíça. Situa-se numa colina perto de Berna, no planalto suíço. Foi até 31 de dezembro de 2003 uma municipalidade independente no cantão de Berna. Em 1 de janeiro de 2004, Zimmerwald uniu-se ao município de Englisberg para formar o novo município de Wald. Zimmerwald tinha 870 habitantes em 31 de dezembro de 2002.
O Observatório de Zimmerwald é o ponto de referência para o sistema de coordenadas suíço CH1903+.
Zimmerwald foi habitada apenas na última fase da colonização germânica da Suíça. Entre 800 e 900, os Ciberni entraram no sul da Alemanha e colonizaram primeiro a Längenberg, a colina onde fica Zimmerwald. A primeira menção ao local data do final da Idade Média. Em 1999, Zimmerwald celebrou o seu 700.º aniversário.
Zimmerwald ficou na história mundial devido à Conferência de Zimmerwald que aí teve lugar em setembro de 1915. Trinta e oito socialistas proeminentes de toda a Europa, entre eles Leon Trotsky e Vladimir Lenin, participaram na reunião. A conferência foi convocada por Robert Grimm de Berna. O movimento internacional socialista dividiu-se, em resultado da conferência, entre as alas social-democrata e revolucionária.

## Galeria

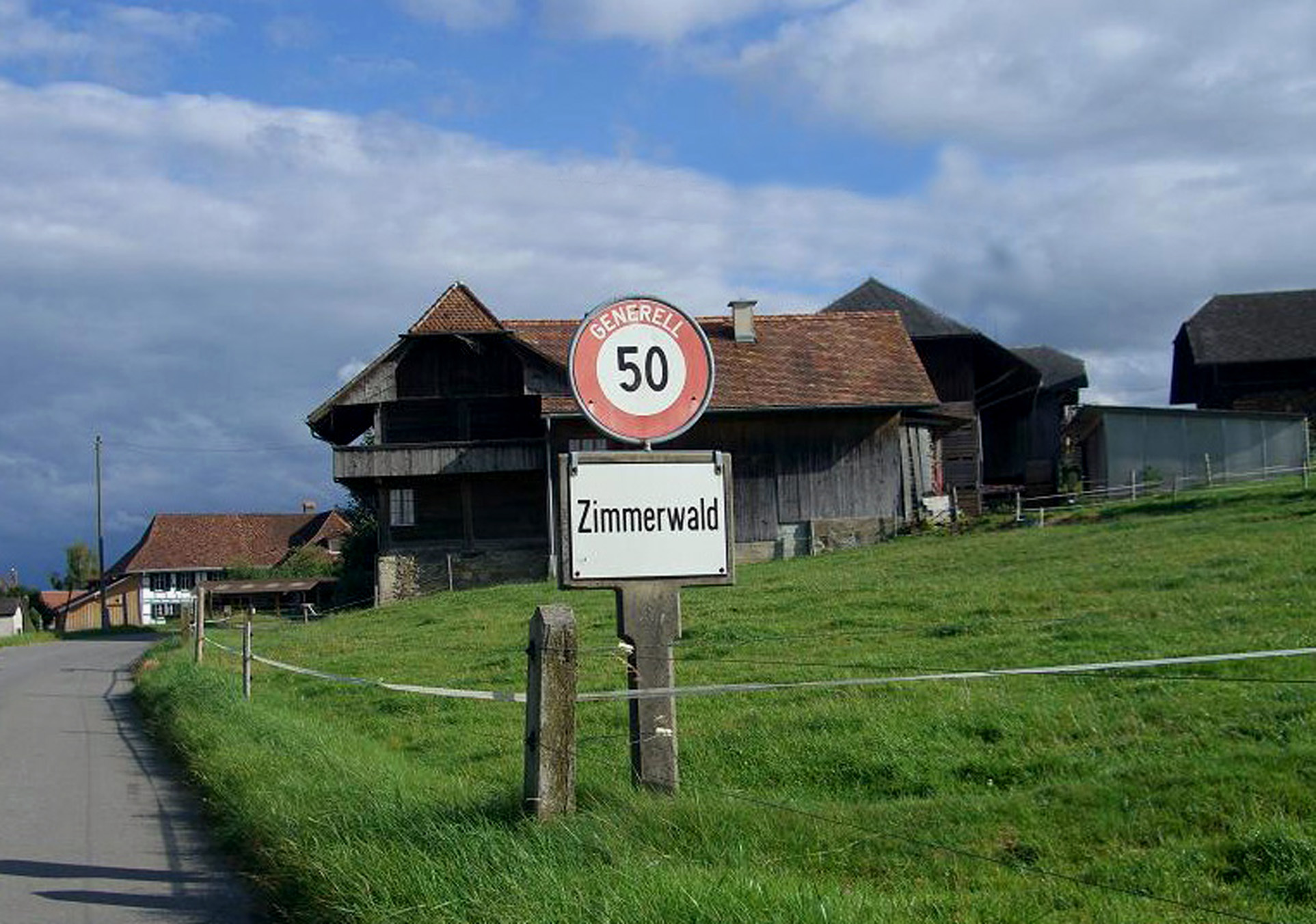
Entrada na aldeia de Zimmerwald
Brasão de Zimmerwald, usado de 1788 a 2003
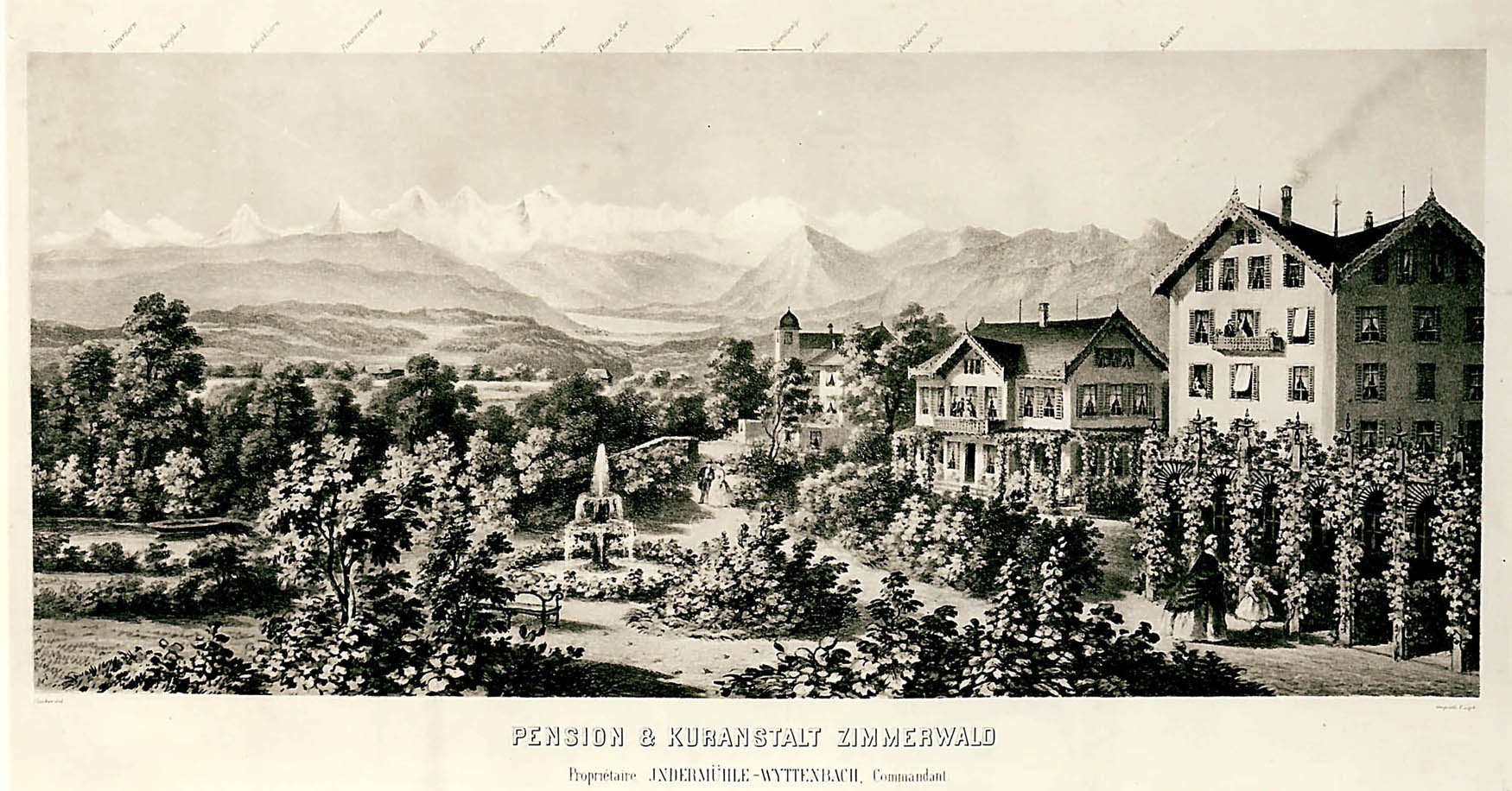
Hotel de Beau Séjour em Zimmerwald, 1865
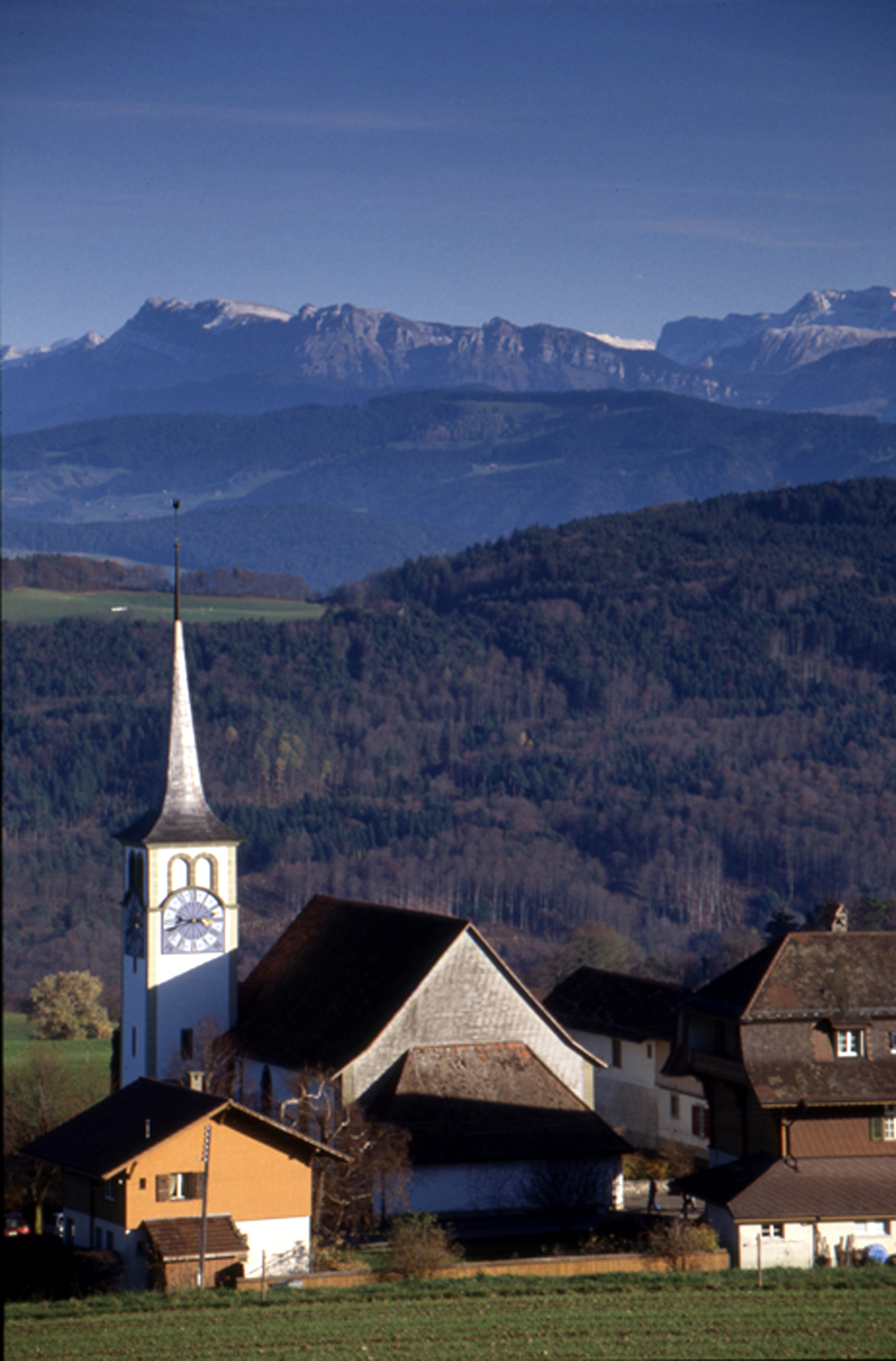
Vista da igreja de Zimmerwald
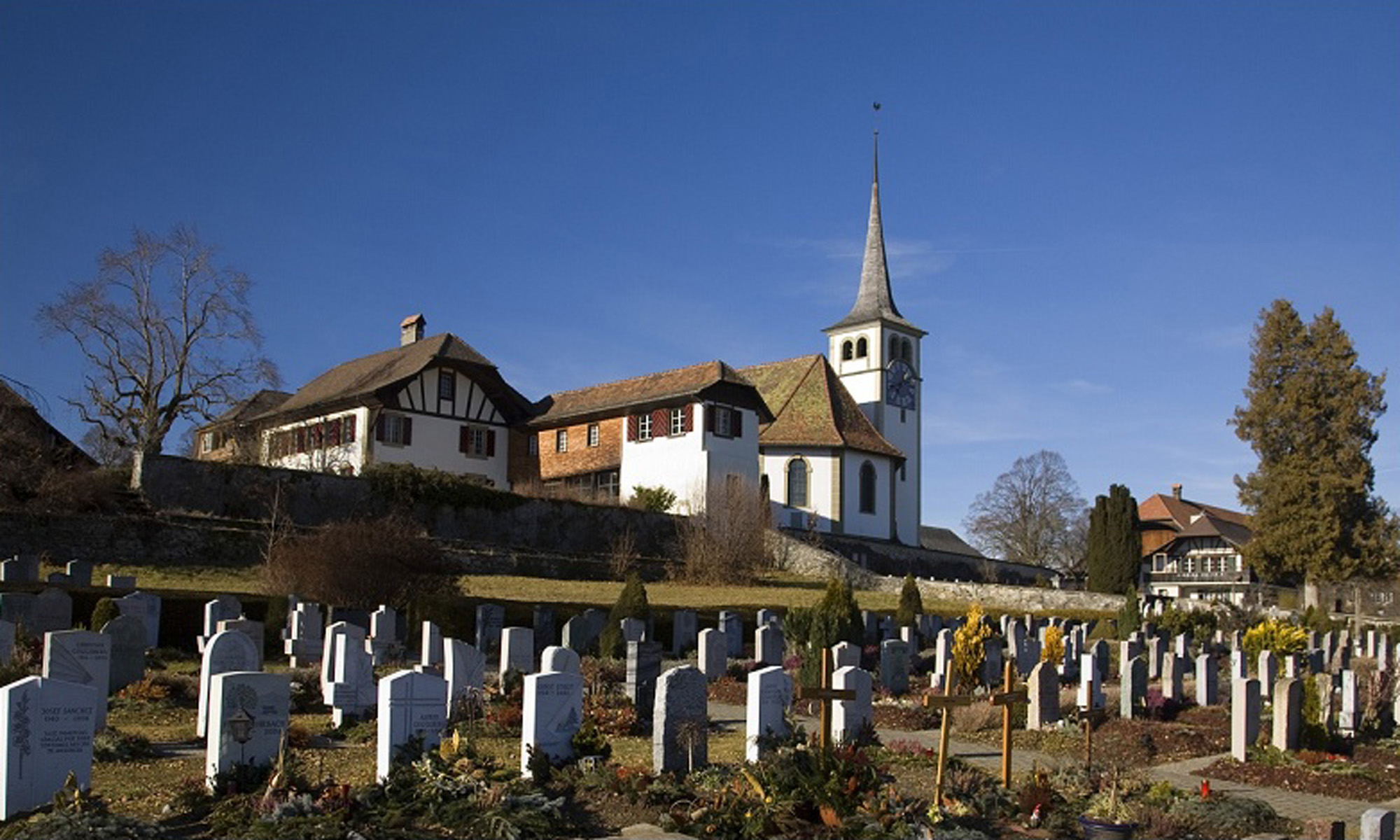
A igreja e o cemitério de Zimmerwald
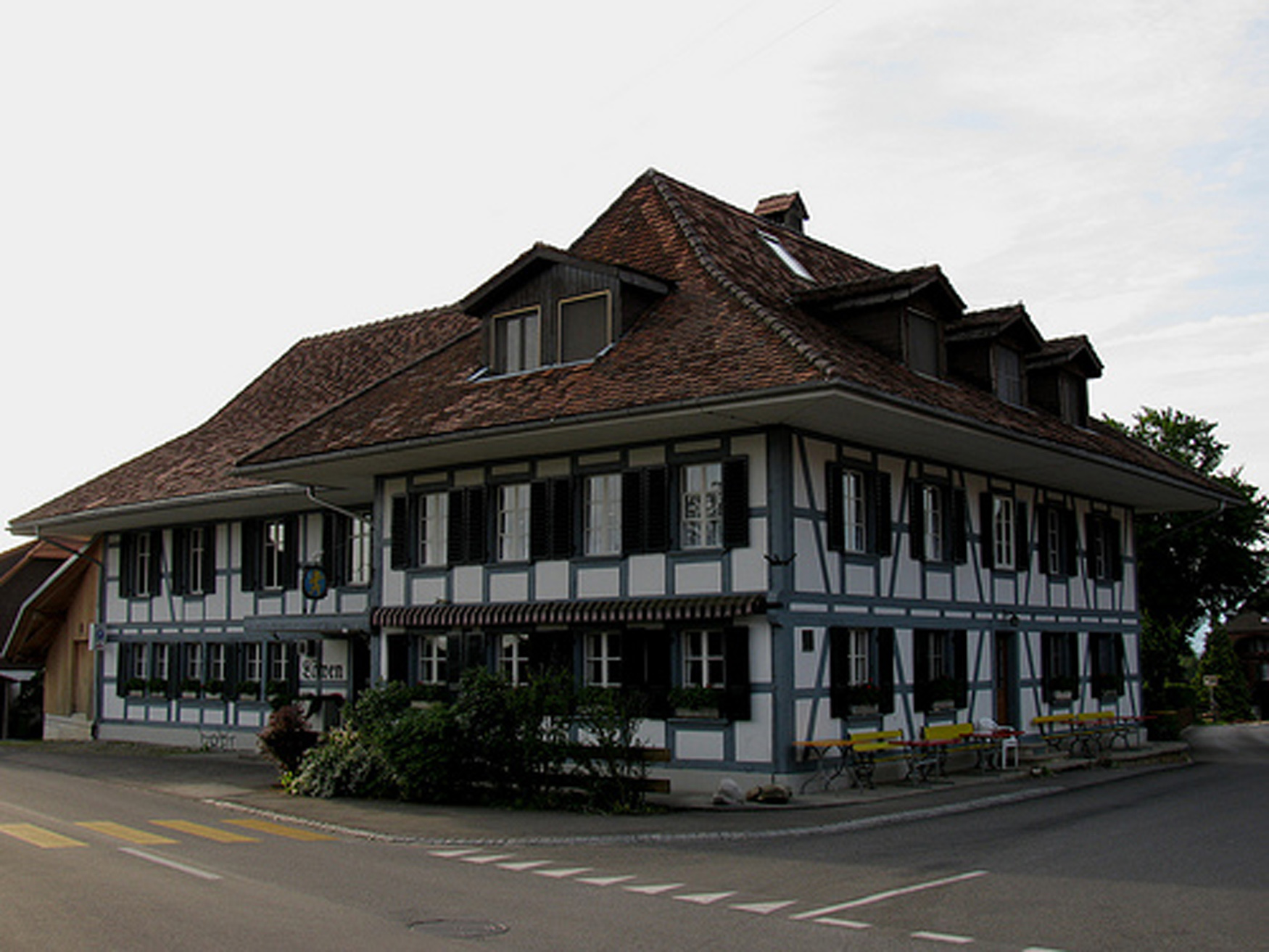
"Leuen", a taberna local e estalagem de Zimmerwald, datada de 1840
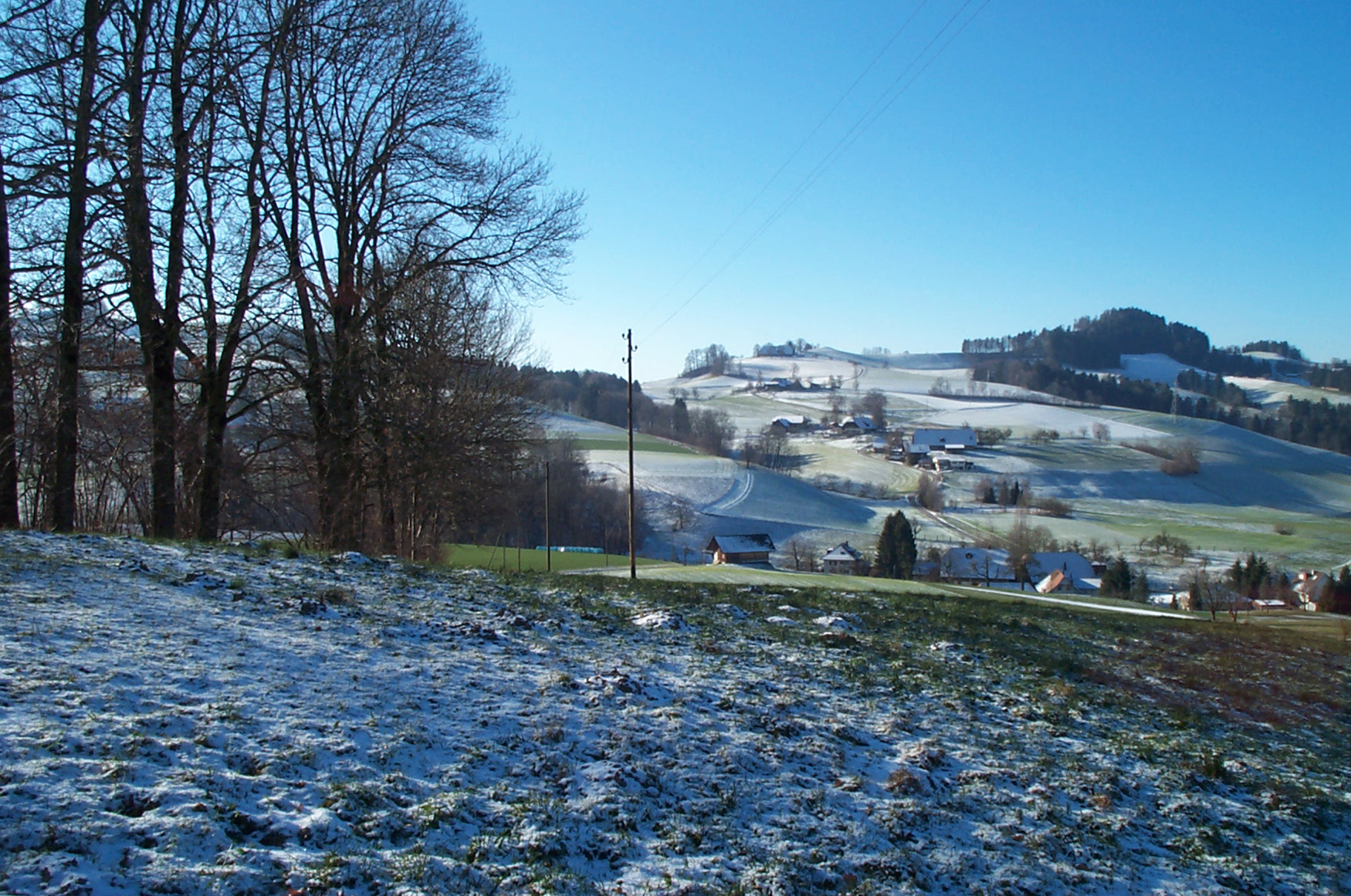
Distrito de Brönni em Zimmerwald